# Malý Chabenec
Malý Chabenec  (pol. Mały Chabeniec, 1840 m) – szczyt w zachodniej części Niżnych Tatr na Słowacji. Znajduje się w głównym grzbiecie wododziałowym tych gór, w granicach Parku Narodowego Niżne Tatry, pomiędzy szczytami Chabenec (1955 m) a przełęczą Sedlo Ďurkovej (1709 m). Od Chabeńca oddzielony jest płytką i bezimienną przełączką. W kierunku północno-zachodnim do Doliny Lupczańskiej (Ľupčianska dolina) z Małego Chabeńca opada  krótki grzbiet, w kierunku południowym, do Doliny Łomnistej (Lomnistá dolina) krótki, trawiasty stok.
Cały grzbiet i stoki są trawiaste – to dawna hala pasterska. Wzdłuż głównego grzbietu niżnotatrzańskiego biegnie czerwono znakowany, dalekobieżny szlak turystyczny, tzw. Cesta hrdinov SNP (szlak bohaterów słowackiego powstania narodowego). Dzięki trawiastym terenom z grzbietu rozciągają się szerokie widoki obejmujące cały horyzont.
Malý Chabenec to niewybitny wierzchołek o płaskiej i trawiastej platformie szczytowej, ma jednak znaczenie orientacyjne. Pomiędzy nim a przełęczą Ďurkovej z głównym, czerwonym szlakiem graniowym krzyżują się dwa inne szlaki turystyczne, a na południowych stokach znajduje się schron Ďurková.

## Szlaki turystyczne
odcinek:  Hiadeľské sedlo – Prašivá – Malá Chochuľa – Veľká Chochuľa – Košarisko – Skalka – sedlo pod Skalkou – Veľká hoľa – Latiborská hoľa – sedlo Latiborskej hole – Zámostská hoľa – Sedlo Zámostskej hole – Ďurková – Malý Chabenec. Odległość 18,7 km, suma podejść 1392 m, czas przejścia 6.40 h, ↓ 6h
  Jasenie (leśniczówka Predsuchá) – Jasenianská Kysla – Bauková – Struhárske sedlo – schron Ďurková – Malý Chabenec. Odległość 15 km, suma podejść 1412 m, czas przejścia 5.40 h, ↓ 3.45 h
   schron Ďurková –  Nad sedlom Ďurkovej – Mestská hora – Javorina – Chata Magurka. Odległość 5,6 km, czas przejścia 1.55 h, ↓ 2.25 h